# Райнхард фон Геминген-Хорнберг (1576 – 1635)
Райнхард фон Геминген-Хорнберг „Учения“ (на немски: Reinhard Reichsfreiherr 'der Gelehrte' von Gemmingen zu Hornberg; * 7 октомври 1576 в Трешклинген ?, днес част от Бад Рапенау; † 7 октомври 1635 в замък Хорнберг над Некарцимерн) е имперски фрайхер, благородник от стария алемански рицарски род Геминген в Крайхгау в Баден-Вюртемберг от линията „Б (Хорнберг) на фрайхерен фон Геминген“. Той купува 1612 г. замък Бург Хорнберг, освен това той е господар в Михелфелд, Трешклинген и Волфскелен, също е „бургман“ на Опенхайм и Нирщайн. До 1631 г. той пише 25 години обширна хроника на фамилията си.
Той е най-малкият син на Райнхард фон Геминген (1532 – 1598) и съпругата му Хелена фон Масенбах (1534 – 1601), дъщеря на Вилхелм фон Масенбах (1509 – 1558) и Агата фон Шеленберг (1511 – 1588).
Той следва право и други предмети в Тюбинген и други университети. През 1598 г. той става съветник в дворцовия съд в Хайделберг на служба на Курпфалц. През 1605 г. той напуска заради политиката против благородниците на курфюрст Фридрих IV и се оттегля в именията си в Опенхайм на Рейн, които е получил с други имения през 1599 г. при подялбата на наследството.
Райнхард фон Геминген-Хорнберг „Учения“ е издигнат на имперски фрайхер и пише хроника на фамилията, купува 1612 г. замък Хорнберг с околностите за 50 000 гулден, на който и днес съществуващият клон Б (Хорнберг) на фамилията се нарича.
През 1615 г. той поема опекунството над синовете на починалия му брат Еберхард фон Геминген (1567 – 1611). Той наследява 1615 г. Трешклинген от брат си Ханс Вилхелм фон Геминген (1573 – 1615), който има две дъщери. Той живее в Михелфелд и в Хорнберг. Заради Тридесетгодишната война и върлуващата чума той той бяга през 1627 г. в Зинс хайм.
Той умира от чума през 1635 г. вероятно в замък Хорнберг или в Некарцимерн и е погребанв селската църква на Некарцимерн. Той има общо 15 деца, знаят се няколко имена. Хорнбург е наследен е от син му Вайпрехт (1608 – 1680). Ханс Кристоф получава Михелфелд, Волфганг получава Опенхайм.

## Фамилия
Райнхард фон Геминген-Хорнберг „Учения“ се жени на 1 септември 1601 г. за Анастасия фон Хелмщат (* 1579; † 13 декември 1614, Опенхайм), дъщеря на Еразмус фон Хелмщат († 1584) и Анна Агнес фон Фенинген († 1608). Те имат децата:
- Агнеза Хелена фон Геминген-Хорнберг, омъжена за Йохан Конрад фон Валброн
- Вайпрехт фон Геминген-Хорнберг (* 21 октомври 1608, Опенхайм; † 21 март 1680, Хорнберг), женен I. за Анна Бенедикта фон Геминген-Фюрфелд (* 14 юли 1614, Ешенау; † 25 октомври 1647, Хорнберг), II. фрайин Катарина фон Хоенфелд (1608 – 1665)
- Ханс Кристоф фон Геминген-Хорнберг († 1646), женен I. за Лудвика Анна Ева фон Валдердорф († 1638), I. за Бригита Йохана фон Файлитцш
- Волфганг фон Геминген-Хорнберг (1610 – 1658), подписва Вестфалския мирен договор за рицарството, женен за Маргарета фон Валбрун

Райнхард фон Геминген-Хорнберг „Учения“ се жени втори път 1616 г. за Регина Блик фон Ротенбург (1597 – 1620), дъщеря на Волф Каспар Блик фон Ротенбург и Анна фон Воелварт. Бракът е бездетен.
Райнхард фон Геминген-Хорнберг „Учения“ се жени трети път 1624 г. за Розина Мария фон Хелмщат († 30 ноември 1645, Вормс), дъщеря на Йохан Вайпрехт фон Хелмщат и Мария Елизабет фон Зекендорф. Те имат децата:
- Бернолф фон Геминген-Хорнберг´(* 1628)
- Райнхард фон Геминген-Хорнберг (* 1629)
- Мария Маргарета фон Геминген-Хорнберг (* 4 септември 1631, Хорнбергер; † погребана 13 септември 1691, Волфскелен), омъжена 1650 г. за фогт Ото Филип Кристоф фон Хунолщайн, господар на Зотерн (* 16 януари 1615; † 1681)
- Йоханес фон Геминген-Хорнберг (*/† 1633)